# Hamana, Hamamatsu
Hamana (浜名区 Hamana-ku) là quận thuộc thành phố Hamamatsu, tỉnh Shizuoka, Nhật Bản. Quận Hamana thành lập vào ngày 1 tháng 1 năm 2024, sau cuộc cải tổ hành chính thành phố Hamamatsu.